# Giuseppe Garibaldi (Schiff, 1937)
Die Giuseppe Garibaldi war ein Leichter Kreuzer der Duca-degli-Abruzzi-Klasse. Er lief 1936 vom Stapel, wurde 1937 in Dienst gestellt und nahm im Zweiten Weltkrieg an der Seeschlacht bei Punta Stilo (9. Juli 1940), der Schlacht bei Kap Matapan (28. März 1941) und anderen Seegefechten teil. Nach dem Waffenstillstand vom 8. September 1943 operierte das Schiff mit alliierten Flottenverbänden im Atlantik. 
Von 1957 bis 1961 wurde der Kreuzer völlig umgebaut und erhielt eine neue verkleinerte Antriebsanlage mit einer von 100.000 auf 85.000 PS verringerten Leistung, wobei ein Schornstein entfiel. Eingebaut wurden auch Silos für Polaris-Raketen, die jedoch aus politischen Gründen dann doch nicht an Italien geliefert wurden. Auf Grund seines Terrier-Flugabwehrraketensystems war dieses Schiff das erste mit Lenkwaffen bewaffnete Kriegsschiff einer europäischen Marine. Der Kreuzer Giuseppe Garibaldi blieb bis zu seiner Außerdienststellung im Jahr 1971 das Flaggschiff der italienischen Marine. In dieser Funktion wurde es vom Flugdeckkreuzer Vittorio Veneto abgelöst. 1978 wurde das Schiff verschrottet.
Der Kreuzer war als Startplattform für die italienischen Mittelstreckenraketen Alfa vorgesehen. Auf diesem Schiff wurden in den 1970er Jahren vier Raketensilos für diesen Raketentyp verbaut.